# League Cup 1993/94
Der League Cup 1993/94 war die 34. Austragung des seit 1960 existierenden englischen League Cup.
Der Wettbewerb startete am 16. August 1993 mit der Ersten Runde und endete am 27. März 1994 mit dem Finale in Wembley. Der Titel ging an Aston Villa durch ein 3:1 im Finale über Manchester United. Der Verein aus Birmingham gewann damit zum vierten Mal nach 1961, 1975 und 1977 den Ligapokal. United holte im weiteren Saisonverlauf das Double, durch die Titel im FA Cup 1993/94 und in der Premier League 1993/94.

## Erste Runde
|                   | Gesamt      |                        | Hinspiel | Rückspiel |
| ----------------- | ----------- | ---------------------- | -------- | --------- |
| Birmingham City   |             | Plymouth Argyle        | 3:0      | 0:2       |
| Bolton Wanderers  | (3:0 i. E.) | FC Bury                | 0:2      | 2:0 n. V. |
| AFC Bournemouth   |             | Cardiff City           | 3:1      | 1:1       |
| FC Brentford      |             | FC Watford             | 2:2      | 1:3       |
| Bristol Rovers    |             | West Bromwich Albion   | 0:4      | 0:0       |
| Cambridge United  |             | Luton Town             | 1:0      | 1:0       |
| FC Chesterfield   |             | Carlisle United        | 3:1      | 1:1       |
| Crewe Alexandra   |             | FC Wrexham             | 0:1      | 3:3       |
| FC Darlington     |             | Bradford City          | 1:5      | 0:6       |
| Doncaster Rovers  |             | FC Blackpool           | 0:1      | 3:3       |
| FC Fulham         |             | Colchester United      | 2:1      | 2:1       |
| FC Gillingham     |             | Brighton & Hove Albion | 1:0      | 0:2       |
| Hereford United   | (4:3 i. E.) | Torquay United         | 0:2      | 2:0 n. V. |
| Huddersfield Town |             | FC Scarborough         | 0:0      | 3:0       |
| Leyton Orient     |             | Wycombe Wanderers      | 0:2      | 0:1       |
| Notts County      |             | Hull City              | 2:0      | 1:3 n. V. |
| FC Port Vale      |             | Lincoln City F.C.      | 2:2      | 0:0       |
| Preston North End |             | FC Burnley             | 1:2      | 1:4       |
| FC Reading        |             | Northampton Town       | 3:0      | 2:0       |
| AFC Rochdale      |             | York City              | 2:0      | 0:0       |
| Shrewsbury Town   |             | Scunthorpe United      | 1:0      | 1:1       |
| Southend United   |             | FC Barnet              | 0:2      | 1:1       |
| Stockport County  |             | Hartlepool United      | 1:1      | 1:2       |
| Stoke City        |             | Mansfield Town         | 2:2      | 3:1       |
| FC Sunderland     |             | Chester City           | 3:1      | 0:0       |
| Swansea City      |             | Bristol City           | 0:1      | 2:0       |
| FC Walsall        |             | Exeter City            | 0:0      | 1:2       |
| Wigan Athletic    |             | Rotherham United       | 0:1      | 2:4       |

## Zweite Runde
|                      | Gesamt |                         | Hinspiel | Rückspiel |
| -------------------- | ------ | ----------------------- | -------- | --------- |
| FC Barnet            |        | Queens Park Rangers     | 1:2      | 0:4       |
| FC Barnsley          |        | Peterborough United     | 1:1      | 1:3       |
| Birmingham City      |        | Aston Villa             | 0:1      | 0:1       |
| Blackburn Rovers     |        | AFC Bournemouth         | 1:0      | 0:0       |
| FC Blackpool         |        | Sheffield United        | 3:0      | 0:2       |
| Bolton Wanderers     |        | Sheffield Wednesday     | 1:1      | 0:1       |
| Bradford City        |        | Norwich City            | 2:1      | 0:3       |
| FC Burnley           |        | Tottenham Hotspur       | 0:0      | 1:3       |
| Coventry City        |        | Wycombe Wanderers       | 3:0      | 2:4       |
| Crystal Palace       |        | Charlton Athletic       | 3:1      | 1:0       |
| Exeter City          |        | Derby County            | 1:3      | 0:2       |
| FC Fulham            |        | FC Liverpool            | 1:3      | 0:5       |
| Grimsby Town         |        | Hartlepool United       | 3:0      | 2:0       |
| Hereford United      |        | FC Wimbledon            | 0:1      | 1:4       |
| Huddersfield Town    |        | FC Arsenal              | 0:5      | 1:1       |
| Ipswich Town         |        | Cambridge United        | 2:1      | 2:0       |
| Lincoln City F.C.    |        | FC Everton              | 3:4      | 2:4       |
| Manchester City      |        | FC Reading              | 1:1      | 2:1       |
| FC Middlesbrough     |        | Brighton & Hove Albion  | 5:0      | 3:1       |
| Newcastle United     |        | Notts County            | 4:1      | 7:1       |
| AFC Rochdale         |        | Leicester City          | 1:6      | 1:2       |
| Rotherham United     |        | FC Portsmouth           | 0:0      | 0:5       |
| FC Southampton       |        | Shrewsbury Town         | 1:0      | 0:2       |
| Stoke City           |        | Manchester United       | 2:1      | 0:2       |
| FC Sunderland        |        | Leeds United            | 2:1      | 2:1       |
| Swansea City         |        | Oldham Athletic         | 2:1      | 0:2       |
| Swindon Town         |        | Wolverhampton Wanderers | 2:0      | 1:2       |
| Tranmere Rovers      |        | Oxford United           | 5:1      | 1:1       |
| FC Watford           |        | FC Millwall             | 0:0      | 3:4       |
| West Bromwich Albion |        | FC Chelsea              | 1:1      | 1:2       |
| West Ham United      |        | FC Chesterfield         | 5:1      | 2:0       |
| AFC Wrexham          |        | Nottingham Forest       | 3:3      | 1:3       |

## Dritte Runde
|                     | Ergebnis |                     |
| ------------------- | -------- | ------------------- |
| FC Arsenal          | 1:1      | Norwich City        |
| Blackburn Rovers    | 0:0      | Shrewsbury Town     |
| FC Blackpool        | 2:2      | Peterborough United |
| Derby County        | 0:1      | Tottenham Hotspur   |
| FC Everton          | 2:2      | Crystal Palace      |
| FC Liverpool        | 3:2      | Ipswich Town        |
| Manchester City     | 1:0      | FC Chelsea          |
| Manchester United   | 5:1      | Leicester City      |
| FC Middlesbrough    | 1:1      | Sheffield Wednesday |
| Nottingham Forest   | 2:1      | West Ham United     |
| Oldham Athletic     | 2:0      | Coventry City       |
| FC Portsmouth       | 2:0      | Swindon Town        |
| Queens Park Rangers | 3:0      | FC Millwall         |
| FC Sunderland       | 1:4      | Aston Villa         |
| Tranmere Rovers     | 4:1      | Grimsby Town        |
| FC Wimbledon        | 2:1      | Newcastle United    |

### Wiederholungsspiele
|                     | Ergebnis |                  |
| ------------------- | -------- | ---------------- |
| Norwich City        | 0:3      | FC Arsenal       |
| Shrewsbury Town     | 3:4      | Blackburn Rovers |
| Peterborough United | 2:1      | FC Blackpool     |
| Crystal Palace      | 1:4      | FC Everton       |
| Sheffield Wednesday | 2:1      | FC Middlesbrough |

## Vierte Runde
|                     | Ergebnis |                     |
| ------------------- | -------- | ------------------- |
| FC Arsenal          | 0:1      | Aston Villa         |
| FC Everton          | 0:2      | Manchester United   |
| FC Liverpool        | 1:1      | FC Wimbledon        |
| Nottingham Forest   | 0:0      | Manchester City     |
| Peterborough United | 0:0      | FC Portsmouth       |
| Queens Park Rangers | 1:2      | Sheffield Wednesday |
| Tottenham Hotspur   | 1:0      | Blackburn Rovers    |
| Tranmere Rovers     | 3:0      | Oldham Athletic     |

### Wiederholungsspiele
|                 | Ergebnis              |                     |
| --------------- | --------------------- | ------------------- |
| FC Wimbledon    | 2:2 n. V. (4:3 i. E.) | FC Liverpool        |
| Manchester City | 1:2                   | Nottingham Forest   |
| FC Portsmouth   | 1:0                   | Peterborough United |

## Fünfte Runde
|                   | Ergebnis |                     |
| ----------------- | -------- | ------------------- |
| Manchester United | 2:2      | FC Portsmouth       |
| Nottingham Forest | 1:1      | Tranmere Rovers     |
| Tottenham Hotspur | 1:2      | Aston Villa         |
| FC Wimbledon      | 1:2      | Sheffield Wednesday |

### Wiederholungsspiele
|                 | Ergebnis |                   |
| --------------- | -------- | ----------------- |
| FC Portsmouth   | 0:1      | Manchester United |
| Tranmere Rovers | 2:0      | Nottingham Forest |

## Halbfinale
|                   | Gesamt          |                     | Hinspiel | Rückspiel |
| ----------------- | --------------- | ------------------- | -------- | --------- |
| Manchester United | 5:1             | Sheffield Wednesday | 1:0      | 4:1       |
| Tranmere Rovers   | 8:9 (4:5 i. E.) | Aston Villa         | 3:1      | 1:3 n. V. |

## Finale
| Aston Villa                       | Aston Villa | Manchester United | Manchester United |
| --------------------------------- | --- | --- | ----------------- |
| Aston Villa                       | \| 27. März 1994 in London (Wembley) \| \| Ergebnis: 3:1 (1:0) \| \| Zuschauer: 77.231 \| \| Schiedsrichter: Keith Cooper \|                                                                                  | \| 27. März 1994 in London (Wembley) \| \| Ergebnis: 3:1 (1:0) \| \| Zuschauer: 77.231 \| \| Schiedsrichter: Keith Cooper \|                                                                                            | Manchester United |
| Aston Villa                       | Mark Bosnich – Earl Barrett, Steve Staunton (79. Neil Cox), Paul McGrath, Shaun Teale – Tony Daley, Graham Fenton, Andy Townsend, Kevin Richardson – Dalian Atkinson, Dean Saunders Cheftrainer: Ron Atkinson | Les Sealey – Paul Parker, Denis Irwin, Steve Bruce (83. Brian McClair), Gary Pallister – Andrei Kantschelskis, Roy Keane, Paul Ince, Ryan Giggs (68. Lee Sharpe) – Éric Cantona, Mark Hughes Cheftrainer: Alex Ferguson | Manchester United |
| Aston Villa                       | 1:0 Dalian Atkinson (25.) 2:0 Dean Saunders (75.) 3:1 Dean Saunders (90., Handelfmeter) | 2:1 Mark Hughes (82.) | Manchester United |
| Aston Villa                       | Spieler des Spiels: Kevin Richardson | | Manchester United |
| 27. März 1994 in London (Wembley) | | |                   |
| Ergebnis: 3:1 (1:0)               | | |                   |
| Zuschauer: 77.231                 | | |                   |
| Schiedsrichter: Keith Cooper      | | |                   |